# Балчицький палац

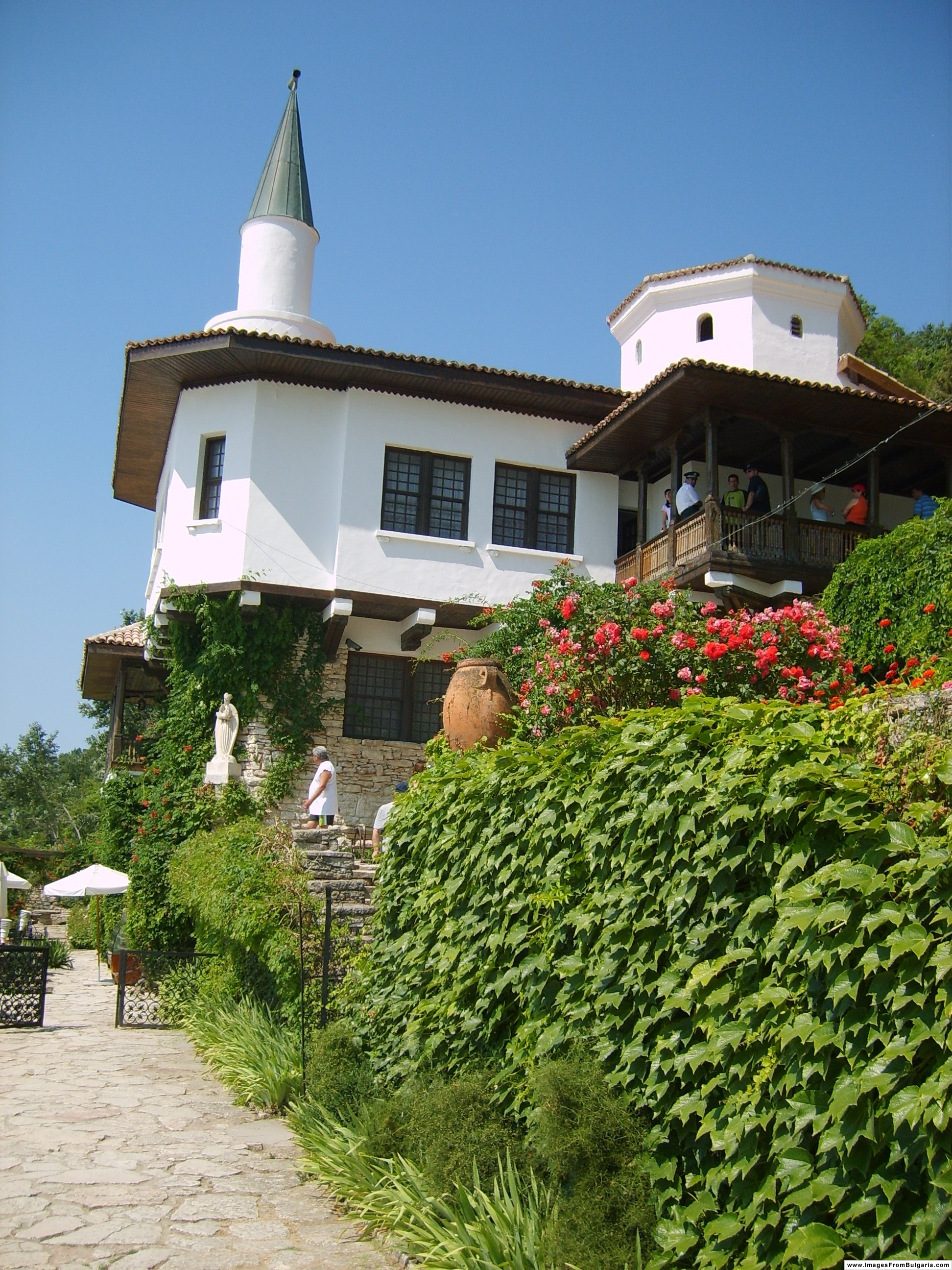
Літня резиденція королеви з мінаретом

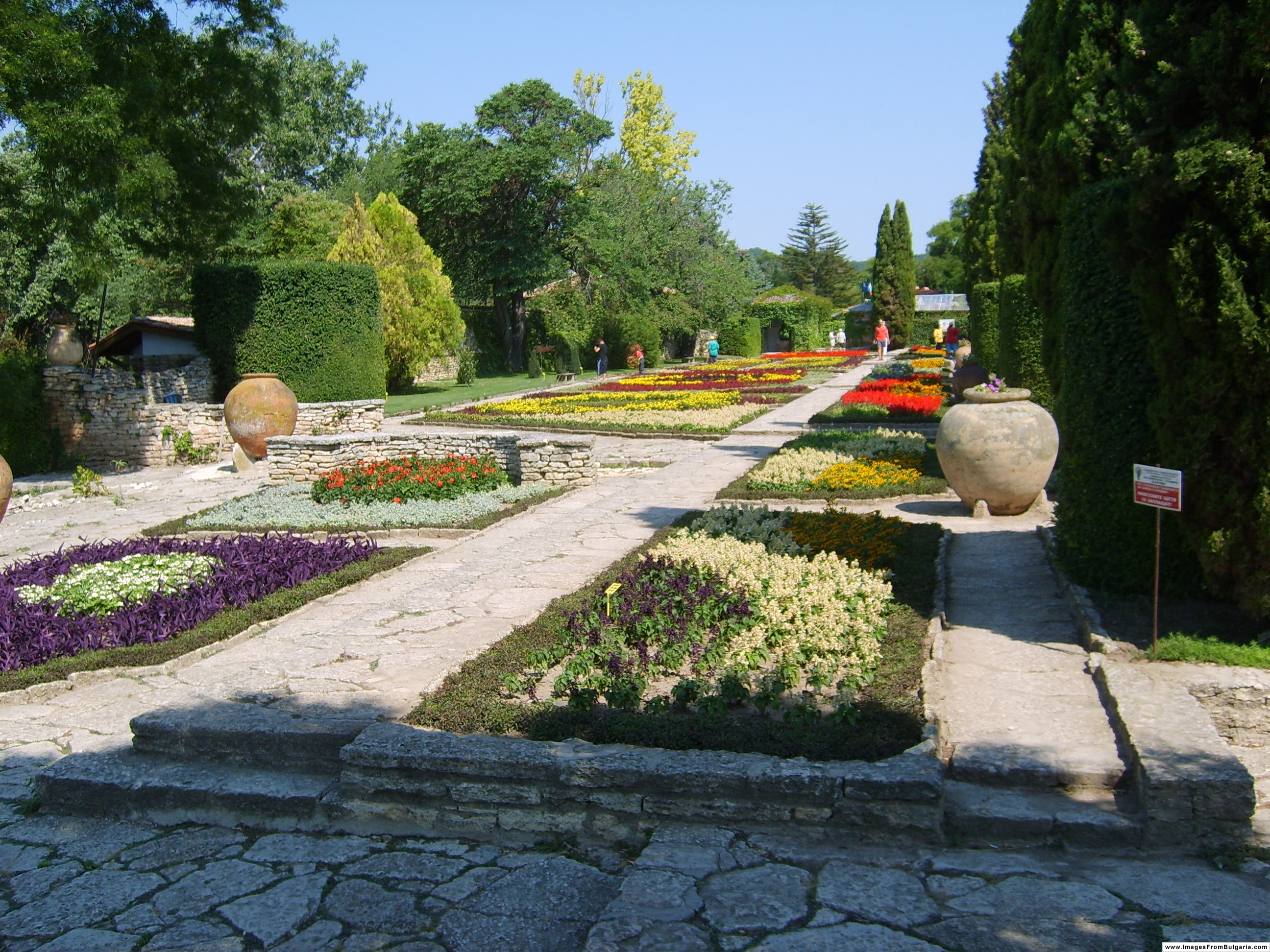
Ботанічний сад

Балчицький палац (болг. Дворец в Балчик, рум. Castelul din Balcic) розташований на болгарському чорноморському узбережжі в Південній Добруджі. Офіційна назва ― Палац «Тихе гніздо». Був збудований між 1926 і 1937 роками, коли дана територія належала Румунії, для потреб королеви Марії Единбурзької. Палацовий комплекс складається з декількох вілл, зала для куріння, винного підвалу, електростанції, монастиря, святого джерела, каплиці та багатьох інших будівель. Тут також розташований парк, який сьогодні є державним ботанічним садом. Палац знаходиться на пагорбі висотою у 17 метрів.
Архітектурно-парковий комплекс входить до переліку 100 туристичних об'єктів Болгарії під № 24.

## Архітектурний комплекс
Марія, королева Румунії та дружина Фердинанда I, відвідала Балчик в 1921 році: їй сподобалось місце для літньої резиденції, і вона наказала скупити тутешні виноградники, сади, млини місцевих мешканців, щоби збудувати на їхньому місці палац. Архітектура палацу витримана в балканському та східному стилях. Екстравагантний мінарет біля головної будівлі стоїть поруч з християнською каплицею, тим самим показуючи приналежність королеви до віри Бахаї.
Сьогодні багато колишніх вілл та інші будівлі комплексу перебудовуються зсередини та використовуються для розміщення туристів. Деякі зі старих болгарських водяних млинів також збереглись до наших днів і тепер в них знаходяться ресторани або туристичні готелі.

## Ботанічний сад
В 1940 році, після входження Південної Добруджи у склад Болгарії за результатами Крайовського мирного договору, на місці палацового парку був організований Балчицький ботанічний сад. Він займає територію в 65 000 квадратних метрів. Тут росте близько 2000 видів рослин, які належать 85 родин та 200 родів. Основною атракцією саду є колекція високих кактусів, які займають площу в 1000 квадратних метрів: таке зібрання є другим в своєму роді в Європі, ще одне знаходиться в Монако.

### Палац
- Dvoreca.com, official website [Архівовано 21 березня 2016 у Wayback Machine.]
- Gallery of the Balchik Palace at Balchik.info
- Info end history at Balcic.eu
- Balchik Palace at Journey.bg [Архівовано 22 квітня 2016 у Wayback Machine.]
- Gallery of Balchik
- Nikola Gruev's gallery of the palace [Архівовано 3 березня 2016 у Wayback Machine.]
- BulgariaLeisure.com, Tourism Information Portal

### Ботанічний сад
- University Botanical Garden — Balchik, Bulgaria
- Balchik Botanical Garden at Balchik.info
- Book about Botanical Garden at Balcic.eu
- Save the Balchik Botanical Garden! campaign
- BulgariaLeisure.com, Tourism Information Portal